# Where in the World Is Carmen Sandiego? Deluxe
Where in the World Is Carmen Sandiego? Deluxe, la segona versió de Where in the World Is Carmen Sandiego?, és un videojoc educatiu publicat el 1992 i presentava animacions addicionals i una interfície millorada respecte a la versió de 1985. Algunes de les característiques de l'edició van ser "fotos digitalitzades de National Geographic, més de 3200 pistes, una banda sonara del Smithsonian/Folkways Recordings, 20 criminals, 60 països i 16 mapes". La versió CD-ROM per a sistemes DOS i Macintosh van ser publicades el 1992 i la versió per a Windows va ser publicada el 1994. A vegades erròniament s'anomena "Deluxe" a la versió rellançada de 1996. Tampoc s'ha de confondre amb Where in the World Is Carmen Sandiego? (Enhanced) publicada el 1990.
La revista The Advocate va detallar les característiques del jocs: "fotografies al voltant del món superposades amb seqüències animades de delinqüents en acció, música i efectes de so".
Cada ubicació conté tres llocs amb pistes; l'usuari pot preguntar als testimonis del robatori, cercar per la zona o consultar la "Crime Net" (la base de dades de criminals). Els testimonis i la "Crime Net" proporcionen una pista del possible parador del sospitós i, de tant en tant, algun tret del sospitós. Cercant per la zona apareixen objectes que proporcionen exclusivament una pista del possible destí del criminal.
Aquest joc va ser el primer joc de la sèrie que presentava diàleg en veu, tot i que la majoria d'informació encara restava de manera escrita; els diàlegs dels testimonis tampoc presentaven sons però es mostraven com bafarades.

## Localitzacions
Aquest és una llista de les ubicacions que es visiten en aquesta edició:
- ACME HQ (San Francisco)
- Kabul, Afganistan
- Buenos Aires, Argentina
- Sydney, Austràlia
- Viena, Àustria
- La Paz, Bolívia
- Rio de Janeiro, Brasil
- Mont-real, Canadà
- Santiago, Xile
- Beijing, Xina
- L'Havana, Cuba
- Copenhaguen, Dinamarca
- Quito, Equador
- El Caire, Egipte
- París, França
- Berlín, Alemanya
- Atenes, Grècia
- Ciutat de Guatemala, Guatemala
- Tegucigalpa, Hondures
- Reykjavík, Islàndia
- Nova Delhi, Índia
- Jakarta, Indonèsia
- Bagdad, Iraq
- Teheran, Iran
- Jerusalem, Israel
- Roma, Itàlia
- Kingston, Jamaica
- Tokyo, Japó
- Phnom Penh, Kampuchea
- Nairobi, Kenya
- Bamako, Mali
- Ciutat de Mèxic, Mèxic
- Ulan Bator, Mongòlia
- Yangon, Myanmar
- Katmandú, Nepal
- Wellington, Nova Zelanda
- Lagos, Nigèria
- Oslo, Noruega
- Karachi, Pakistan
- Ciutat de Panamà, Panamà
- Port Moresby, Papua Nova Guinea
- Lima, Perú
- Manila, Filipines
- Varsòvia, Polònia
- Kigali, Ruanda
- Al-Riyad, Aràbia Saudí
- Singapur
- Ciutat del Cap, Sud Àfrica
- Seül, Corea del Sud
- Moscou, Unió Soviètica
- Madrid, Espanya
- Colombo, Sri Lanka
- Estocolm, Suècia
- Dar es Salaam, Tanzània
- Bangkok, Tailàndia
- Istanbul, Turquia
- Londres, Anglaterra
- Nova York, Estats Units
- Caracas, Veneçuela
- Hanoi, Vietnam
- Kinshasa, Zaire